# شارلوت پوزنسکه
شارلوت پوزنسکه، با نام تولد مایر (۱۹۳۰–۱۹۸۵)، هنرمند آلمانی مرتبط با جنبش مینیمالیست بود که بیشتر در زمینه مجسمه‌سازی فعالیت می‌کرد، آثار او که شاملنقاشی‌ها و آثار روی کاغذ نیز بودند. به بررسی سیستم‌ها و ساختارهای مرتبط با تولید انبوه و استانداردسازی می‌پرداختند. او با استفاده از هنر خود توانست تعامل میان هنر و صنعت را به شکلی نوآورانه بازنمایی کند.

## پس‌زمینه
شارلوت پوزنسکه در ویسبادن، آلمان، متولد شد. پدر او که یهودی بود، به دلیل آزار و اذیت یهودیان در دوران آلمان نازی، زمانی که شارلوت تنها نه سال داشت، دست به خودکشی زد. دو سال پس از این اتفاق تلخ، شارلوت برای فرار از این آزارها مجبور به زندگی در خفا شد. پیش از تبدیل شدن به یک نقاش و مجسمه‌ساز، پوزنسکه چندین سال به عنوان طراح صحنه و لباس کار کرد. پوزنسکه در اوایل دهه ۱۹۵۰ زیر نظر ویلی بایمایستر در آکادمی هنرهای زیبا اشتوتگارت نقاشی را آموخت. او در سال ۱۹۵۶ شروع به خلق آثار هنری خود کرد.

## شغل
شارلوت پوزنسکه در دهه ۱۹۶۰ به سمت هنر انتزاعی روی آورد و در طیف گسترده‌ای از رسانه‌ها فعالیت کرد. کار او با نقاشی‌های اولیه در سبک «هنر غیررسمی» آغاز شد که در آن از ابزارهایی مانند کاردک و تفنگ اسپری استفاده می‌کرد. اما در سال‌های ۱۹۶۷ و ۱۹۶۸، پوزنسکه با خلق مجسمه‌هایی از مواد صنعتی چون آلومینیوم، فولاد و مقوا، مسیر تازه‌ای را دنبال کرد. این مجسمه‌ها ساختاری ماژولار داشتند و امکان ترکیب و بازتولید آزادانه آن‌ها فراهم بود.
در حالی که بسیاری از هنرمندان هم‌عصر پوزنسکه بر تولید نسخه‌های محدود از آثارشان تمرکز داشتند، او راهی متفاوت را در پیش گرفت و به هنر سریالی روی آورد؛ رویکردی که هیچ محدودیتی بر تعداد نسخه‌ها تحمیل نمی‌کرد. این نگرش دموکراتیک، او را از بازارهای هنر تجاری جدا کرد و باعث شد آثارش تنها به قیمت مواد اولیه به فروش برسند.
بازسازی‌هایی که تحت نظارت املاک هنرمند انجام می‌شوند، کپی محسوب نمی‌شوند، بلکه با نمونه‌های اولیه کاملاً یکسان هستند. تنها چیزی که این آثار را متمایز می‌کند، گواهی آن‌هاست، نه امضای اثر. در سال ۱۹۶۸، پوزنسکه بیانیه‌ای در مجله آرت اینترنشنال  منتشر کرد که به قابلیت تکثیر آثارش و تمایل او برای دسترسی به مفهوم و مالکیت اثر اشاره داشت:
من مجموعه‌ها را می‌سازم
زیرا نمی‌خواهم قطعات تکی برای افراد خاص بسازم،
برای اینکه عناصری داشته باشم که در یک سیستم قابل ترکیب باشند،
برای اینکه چیزی بسازم که قابل تکرار، عینی،
و از نظر اقتصادی مقرون به صرفه باشد.
این مجموعه‌ها می‌توانند نمونه‌هایی برای تولید انبوه باشند.
[...]
آنها کمتر و کمتر به عنوان «آثار هنری» شناخته می‌شوند.
این اشیا قصد ندارند چیزی فراتر از آنچه که هستند را نمایندگی کنند.
آثار او در دوره پلاستیکی ۱۹۶۶ تا ۱۹۶۸ عمداً از مواد صنعتی ارزان ساخته شده‌اند. پوزنسکه این آثار را به‌صورت سری تولید کرد و به قیمت تمام شده می‌فروخت تا ماهیت کالایی هنر را برجسته کند؛ حتی به تولید انبوه هم فکر می‌کرد. او به دلیل ارث یک خانه اجاره‌ای نیازی به درآمد از هنر نداشت. وصی او، بورکهارد برون (۱۹۳۶–۲۰۲۱)، این رویکرد را ادامه داد و بر حسب نیاز نسخه‌های جدیدی از آثارش تولید کرد و آن‌ها را به قیمت گالری، بدون حاشیه سود، فروخت. به همین دلیل، هیچ مجموعه‌داری نمی‌تواند انتظار افزایش ارزش داشته باشد، زیرا بر اساس تقاضا هر زمان می‌توان نسخه‌های جدیدی تولید کرد. در حال حاضر آثار پوزنسکه توسط گالری مهدی چواکری نمایندگی می‌شود. بزرگ‌ترین نمایشگاه آثار پوزنسکه تا به حال در سال ۲۰۱۹ در موزه دیابیکن در ایالات متحده برگزار شد؛ این نمایشگاه با همکاری موزه هنر معاصر بارسلون، مجموعه هنری نوردراین-وستفالن در دوسلدورف و Mudam لوکزامبورگ برگزار شد.
پوزنسکه در سال ۱۹۶۸ از کار هنری دست کشید، زیرا دیگر معتقد نبود که هنر می‌تواند رفتار اجتماعی را تحت تأثیر قرار دهد یا به نابرابری‌های اجتماعی توجه کند. او به عنوان یک جامعه‌شناس دوباره آموزش دید و به یک متخصص در زمینه اشتغال و کارهای صنعتی، به ویژه تولید خط مونتاژ، تبدیل شد تا زمان مرگش در سال ۱۹۸۵. در طول این دوره از تبعید خودخواسته، پوزنسکه از بازدید از هر نمایشگاهی خودداری کرد و آثارش را نمایش نداد.

## آثار در مجموعه‌ها
- بدون عنوان، روغن روی کاغذ، ۱۹۶۰، مجموعه موزه هنر مدرن، نیویورک[۱۱]
- بدون عنوان، قلم نوک‌نمدی روی کاغذ، ۱۹۶۵، مجموعه موزه هنر مدرن، نیویورک[۱۱]
- بدون عنوان، رنگ اسپری روی کاغذ، ۱۹۶۶، مجموعه موزه هنر مدرن، نیویورک[۱۲]
- تصویر اسپری‌شده، گوآش روی کاغذ، ۱۹۶۴–۵، مجموعه تیت، لندن[۱۳]
- نمونه‌ای برای پره چرخشی، تخته ذرات، ۱۹۶۷–۸، مجموعه تیت[۱۴]
- لوله‌های چهارگوش [سری D]، فولاد گالوانیزه، ۱۹۶۷، مجموعه تیت[۱۵]
- لوله‌های چهارگوش [سری D]، فولاد گالوانیزه، ۱۹۶۷، مجموعه تیت[۱۶]
- ۱۵۵ اثر در بنیاد هنر دیا، نیویورک.[۱۷]
- ۴ نقش‌برجسته سری B (نمونه‌ها)، رنگ اکریلیک مات زرد استاندارد RAL روی آلومینیوم خمیده محدب، ۱۹۶۷، مرکز هنرهای بصری بنیاد هلگا دو آلویار[۱۸]